# Tony Delk
Tony Lorenzo Delk (Covington, Tennessee; 28 de enero de 1974) es un exjugador de baloncesto estadounidense que militó en la NBA entre 1996 y 2006. Con 1,86 metros de estatura, jugaba en el puesto de base.

## Carrera

### Instituto
Tony fue nombrado "Mr. Basketball" del estado de Tennessee en 1992, en su año sénior de instituto, y formó parte de los equipos de Parade y McDonald's All-American. Como júnior promedió 37,5 puntos y como sénior 38,6. Llegó a anotar 70 puntos en un encuentro.

### Universidad
Pero el logro más importante llegaría en la NCAA, con sus Kentucky Wildcats, donde se coronó como campeón universitario y posterior MVP de la Final Four. Dejaron en la cuneta a Massachusetts en semifinales, y a Syracuse en la final. Esto sucedió en su última temporada, como sénior, cuyos promedios fueron de 17.8 puntos y 4.2 rebotes. Fue nombrado All-American y fue incluido en el Mejor Quinteto de la SEC.
Hasta nueve jugadores que formaban parte de aquel conjunto llegarían posteriormente a jugar en la NBA. Estos son: Derek Anderson, Walter McCarty, Mark Pope, Ron Mercer, Antoine Walker, Nazr Mohammed, Wayne Turner, Jeff Sheppard y el propio Delk.
Como freshman tuvo un debut que daba cabida a la esperanza aunque contó muy poco para el técnico. Su irrupción llegó en su temporada sophomore, en la 1993-94, donde se fue hasta los 16.6 puntos y 4.5 rebotes, números muy parejos a los que firmó como júnior. En su segunda temporada fue incluido en el 2.º Mejor Quinteto de la SEC por los técnicos y en el 3.º por Associated Press. En la temporada 1994-95 fue incluido en el Mejor Quinteto de la SEC y en el All-NCAA Regional.

#### Estadísticas
| Año     | Equipo   | PJ  | PT | MPP  | %TC  | %3P  | %TL  | RPP | APP | ROB | TPP | PPP  |
| ------- | -------- | --- | -- | ---- | ---- | ---- | ---- | --- | --- | --- | --- | ---- |
| 1992–93 | Kentucky | 30  | —  | 9.6  | .452 | .353 | .727 | 1.9 | .7  | .6  | .1  | 4.5  |
| 1993–94 | Kentucky | 34  | 34 | 28.1 | .455 | .374 | .639 | 4.5 | 1.7 | 1.9 | .6  | 16.6 |
| 1994–95 | Kentucky | 33  | 32 | 29.1 | .478 | .391 | .674 | 3.3 | 2.0 | 1.6 | .3  | 16.7 |
| 1995–96 | Kentucky | 36  | —  | 26.3 | .494 | .443 | .800 | 4.2 | 1.8 | 1.9 | .4  | 17.8 |
| Total   | Total    | 133 | 66 | 23.7 | .474 | .397 | .709 | 3.5 | 1.6 | 1.5 | .3  | 14.2 |

### Profesional

#### NBA
Tony Delk fue elegido por Charlotte Hornets en el puesto 16 de la 1.ª ronda del draft de 1996. En Charlotte apenas gozaba de minutos y apenas comenzada su segunda temporada fue traspasado, junto con Muggsy Bogues, a Golden State Warriors a cambio de B.J. Armstrong. Tras llegar a los Warriors tuvo una buena temporada, con 10.4 puntos, 2.3 rebotes y 2.3 asistencias de media por partido. Pasó sin hacer mucho ruido por Sacramento Kings en la temporada 1999-00 hasta que firmó con Phoenix Suns el 1 de agosto de 2000. Allí se marcó una sorprendente actuación de 53 puntos con 20 de 27 en tiros ante su exequipo, Sacramento Kings. Como muchas de las grandes gestas deportivas, ésta también tiene su anécdota, ya que Delk accedió a la titularidad ese día de forma inesperada y como consecuencia de la baja por lesión de Mario Elie.
La hombrada de Delk fue la mayor exhibición anotadora que se había contemplado en el ARCO Arena nunca. Superando los 51 puntos que Dominique Wilkins anotara el 16 de febrero de 1988. También entraría en la historia de los Suns, al ser el cuarto jugador en conseguir 50 puntos o más en un encuentro (Tom Chambers dos veces, Charles Barkley y Clifford Robinson fueron sus antecesores). Amare Stoudemire se sumaría a la lista cuatro años más tarde.
Promedió aquella temporada 12.3 puntos, 3.2 rebotes y 2 asistencias. Tanto en Charlotte, como en Sacramento como en Phoenix firmó buenos playoffs.
En  temporada 2001-02 llegó a Boston Celtics, donde estuvo dos temporadas y llegó a la final de conferencia en su primer año allí. En su segunda temporada en Boston promedió 15.8 puntos en playoffs, aunque esta vez el equipo se quedó en las semifinales de conferencia.
En el verano de 2003 fue traspasado a Dallas Mavericks en el trade que también envió a Antoine Walker a los Mavs. Allí apenas tuvo minutos y Dallas lo traspasó, junto a Antoine Walker, nuevamente, a Atlanta Hawks por Jason Terry, Alan Henderson y una futura 1.ª ronda. Con los Hawks tuvo una buena temporada, con 11.9 puntos. 
Un año después fue traspasado a Detroit Pistons donde puso punto final a su carrera en la NBA.

#### Grecia y retirada
En agosto de 2006 firmó con el conjunto griego del Panathinaikos BC de Atenas. Allí ganó la Copa de Grecia, la liga, además de la Euroliga, pero fue cortado en mayo de 2007. 
Anunció su retirada como profesional en noviembre de 2007. Pero en 2008, disputó tres encuentros con los Gigantes de Carolina de la BSN de Puerto Rico. Por lo que finalmente se retiró, por segunda vez, siendo asistente técnico en el mismo equipo.

### Entrenador

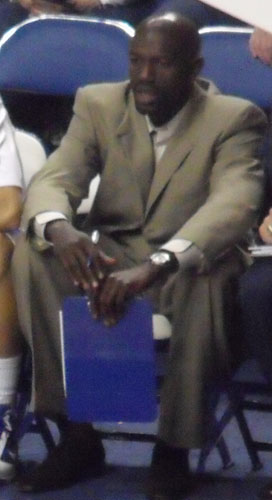
Delk como asistente de Kentucky Wildcats en 2009.

El 16 de abril de 2009 se une al cuerpo técnico de John Calipari en su alma mater la universidad de Kentucky.
En julio de 2011, es contratado por los New Mexico State Aggies como asistente de Marvin Menzies.
En junio de 2013, deja Nuevo México para optar por otras oportunidades cerca de su familia en Atlanta.